# جيريمي غلازر
جيريمي غلازر (بالإنجليزية: Jeremy Glazer)‏ مواليد 1 نوفمبر 1978 في هونتينغتون ستاشن، هو ممثل أمريكي بدأ مسيرته الفنية سنة 1997.

## الأعمال
- الجنة السابعة
- آنجل
- إي آر
- رسائل من إيوو جيما
- فيرونيكا مارس
- ايلي ستون
- نمبرز
- كولد كيس
- معزوفة ضوء القمر
- أيام حياتنا
- كيف قابلت أمكما
- فيكتوريوس
- كاسل
- سي اس آي: نيويورك
- ربات بيوت يائسات
- الجميلة والوحش
- بونز
- سي اس آي: التحقيق في موقع الجريمة
- ذا منتاليست
- ذا ينغ أند ذا رستلس

## روابط خارجية
- جيريمي غلازر على موقع IMDb (الإنجليزية)
- جيريمي غلازر على موقع قاعدة بيانات الفيلم (الإنجليزية)